# Нова ратуша Торонто

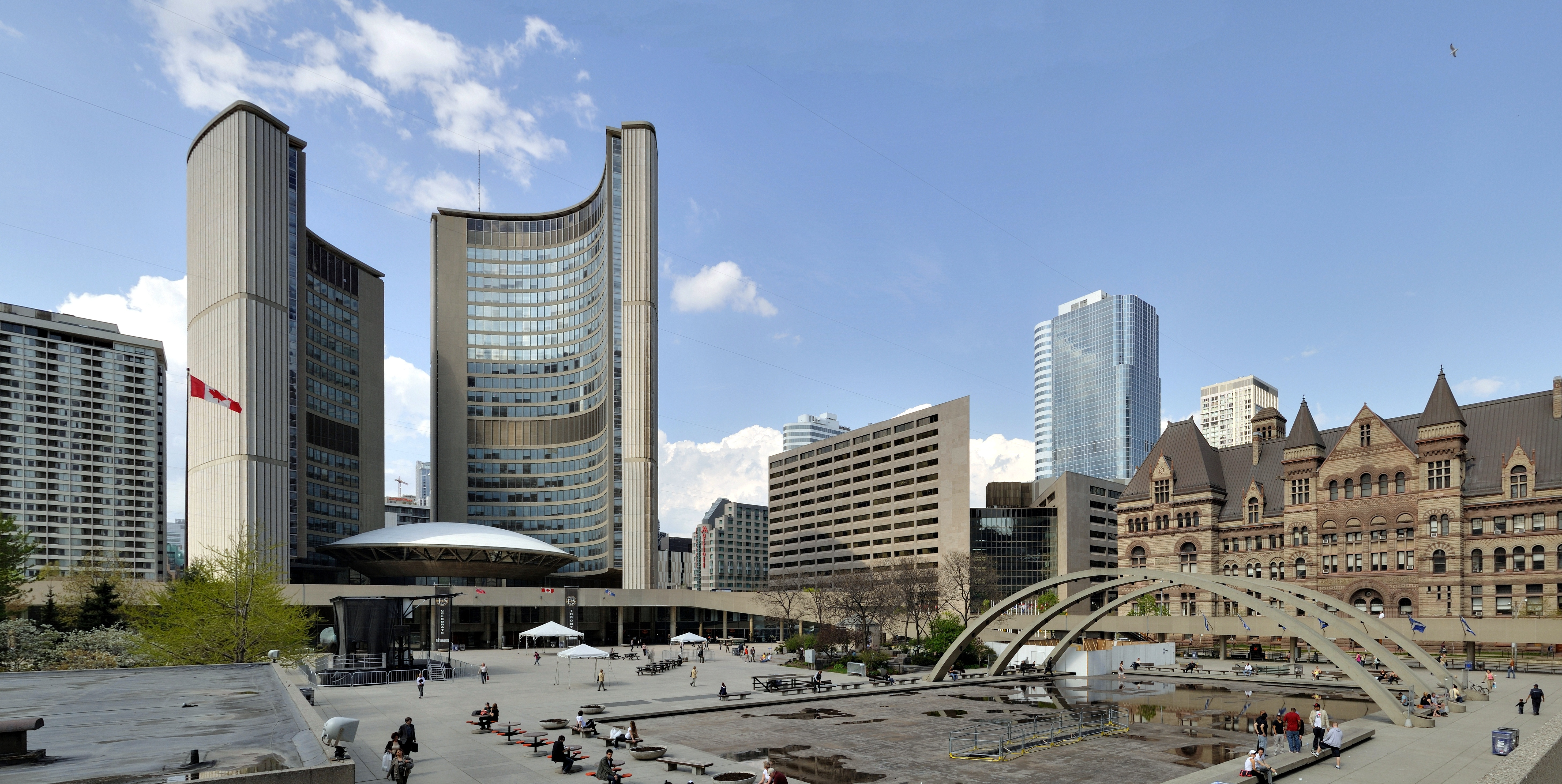
Міська рада Торонто

43°39′12″ пн. ш. 79°23′02″ зх. д. / 43.653333333333° пн. ш. 79.383888888889° зх. д.
Нова ратуша Торонто (англ. The Toronto City Hall, або New City Hall) — одна з найвідоміших архітектурних пам'яток Торонто. Саме тут розташований муніципальний уряд Канади та її міст: Онтаріо і Торонто. Нова ратуша відкрилась у 1965 році.
Проєкт розробили фінський архітектор Вільо Ревелл (спільно з Хейккі Кастреном, Бенгтом Лундстеном і Сеппо Вальюсом) та ландшафтний архітектор Річард Стронґ. Проєкт очолив Ганскарл Бандел. Будівля була зведена на заміну Старій ратуші, в якій з 1899 року розташовувалась міська рада. Нову ратушу збудували на площі Натана Філіпса. Це вже четверта ратуша за всю історію Торонто. ЇЇ збудували, аби замінити свого «попередника», який згодом втратив значимість після відкриття Нової ратуші.  Раніше громадська площа та район міста Торонто розташовувалися в Старому Китайському кварталі, який експропріювали та знесли в середині 1950-х років під час підготовки до будівництва Нової ратуші.

## Історія
Керівники міст хотіли збудувати більш сучасну ратушу для свого зростаючого муніципального уряду. На таке рішення їх наштовхнув звіт міської ради в 1943 році, у якому обговорювалося питання про встановлення нової ратуші та площі в кварталі, який межував з вулицями Квін Стріт Вест, Бей Стріт та Честнат Стріт. Проте на референдумі 1947 року виборці відхилили цю рекомендацію. Однак у жовтні 1952 р. група громадян, призначена міською радою, зробила таку ж пропозицію щодо встановлення нової ратуші. У 1954 році верхівка вибрала партнерів для розробки дизайну з трьох найбільших архітектурних фірм міста Торонто: Марані та Морріс, Матерс і Халденбі, Шор та Моффат. Дизайн був представлений в листопаді 1955 року. Передбачалося створити консервативну та симетричну будівлю в модерністському стилі, облицьовану вапняком з видом на площу. Нову ратушу планували будувати в місці з видом на упорядковану територію. У проєкті, за яким повинна зводитись будівля, зазначалося зберегти реєстраційне бюро Боз-ар у західній частині, а також збудувати перед ним упорядкований громадський простір. Зала засідань розміщувалась на подіумі, а колони збудували для доповнення восьми таких самих колон секретаріату, навпроти якого розташувався публічний простір.
Своє невдоволення виразили видатні архітектори, у тому числі Френк Ллойд Райт, який назвав це «стерилізацією» і «банальним кліше» та Вальтер Ґропіус, який вважав це «жалюгідним псевдо-модерним дизайном, який зовсім не пасує Торонто». Такі думки підтримали всі студенти архітектурного факультету. У своєму листі вони засуджують цей план та закликають провести міжнародний конкурс. Весь план, на який розрахували 18 мільйонів доларів, скасували. Це сталося на референдумі у грудні 1955 року, коли виборці відхилили пропозицію.  Архітектори очолили партію, яка згодом розмістилась у Імперіал Оіл Білдінг на проспекті Сент-Клер-Вест.

## Конкурс проєктів
Під керівництвом міського голови Натана Філліпса міська рада Торонто вирішила 1956 року провести міжнародний конкурс на вибір нового проєкту відповідно до умов, створених Міжнародним союзом архітекторів. Це викликало певні дискусії, оскільки деякі вважали, що лише канадці можуть брати участь у конкурсі. Філліпс скликав п'ять суддів — найкращих архітектурних експертів у світі. Еріка Артура він назначив радником. До завершення конкурсу 18 квітня 1958 р. комітет отримав понад 500 проєктів з 42 країн світу. З них було обрано вісім півфіналістів. У вересні 1958 року три судді вибрали проєкт Вільо Ревелла, навіть не переглянувши остаточний список. Член комісії Ееро Саарінен прибув на день пізніше і обрав варіант Ревелла з іншого списку, складеного суддями. Він зміг переконати двох інших суддів в тому, що саме Ревелл зі своїм унікальним проєктом повинен стати переможцем. Одним з двох незгідних суддів був Вільям Грем Холфорд, який скептично ставився до того, що цей проєкт можна буде виконати у межах суми 18 мільйонів доларів. Ревелл отримав приз у розмірі 25 000 доларів та 1 млн доларів на будівництво.
Йому не сподобалось, що співробітники лишились в тіні. Тому він попросив, аби   Хейккі Кастерна, Бенгт  Лундстена та Сеппо Вальюса також внесли до списку провідних архітекторів.
Будівництво розпочалося 1961 року й тривало протягом чотирьох років. Генерал-губернатор Жорж Вайєр офіційно відкрив будівлю 13 вересня 1965 року. Ревелл помер у 1964 році так і не побачивши свого творіння.

## Дизайн
Фундамент будівлі прямокутний, проте дві її опори зігнуті в поперечному перерізі і мають різну висоту. Східна вежа заввишки 99,5 м (326 футів) та має 27 поверхів, а західна заввишки 79,4 м (260 футів)та складається з 20 поверхів . Між вежами розташовується зала засідань, ззовні вона нагадує блюдце, а загальне улаштування схоже на дві руки, що колихають залу. Зовнішня поверхня вигинів ребриста та покрита бетоном, що забезпечує міцність, запобігає руйнуванню покриву будівлі та появі тріщин. Таке може статися внаслідок тиску повітря навколо обох веж при дії сильних вітрів, притаманних Великим озерам. Профілі будівлі на півночі, заході і сході більш абстрактні і скульптурні на відміну від заскленого південного з видом на площу. Кожен з них являє собою увігнуті бетонні панелі. Вони текстуровані смугами мармуру боттіцина зі скелястою фактурою.  На схід від площі знаходиться Стара ратуша, в якій наразі розташований суд. З висоти пташиного польоту будівля виглядає наче гігантське всевидяще око. Саме тому її стали називати оригінальним прізвиськом — «Око уряду». По заверешенні будівництва  споруда викликала безліч дискусій, адже деякі вважали, що вона «надто футуристична» для міста.
Проєкт громадського простору перед Новою ратушею, на площі Натана Філіпса, також  входив до конкурсу.  Квадратна меморіальна водойма, бетонні арки, фонтан і провулки — все це було частиною проєкту Ревелла. Згодом додали ще кілька пам'ятників та скульптур. Нову ратушу було оновлено, проте її все ще доповнюють оригінальними модерністськими елементами дизайну.

## Зала засідань міської ради
Зала засідань міської ради — це напівкругле приміщення, розташоване на другому поверсі, до якого нижче підкріплена велика колона. Головний ряд збудований півколом та вміщує 44 місця для членів ради.
Перед головним рядом розташована трибуна і місце для спікера міської ради Торонто. По обидві сторони від спікера розміщені два довгих столи для членів комісії (керівників відділів).  Праворуч розташовані місця для міського голови, заступника міського голови, міського адвоката та головного фінансового директора, а ліворуч — для міського персоналу. Перед спікером стоїть стіл підковоподібної форми для міської мерії та начальників відділу кадрів. У першому ряду, серед членів ради, розміщене місце для мера. Пересувна трибуна для запрошених доповідачів розташована праворуч від спікера.
Зала вкрита пологим куполом, який підтримують 23 пари V-подібних опор, що піднімаються з основи. Простір позаду заповнений склом. За членами ради розташовані поярусні ряди на 250 місць для публіки. Поряд з залою міської ради знаходяться ще дві зали засідань комітетів, а також кабінет мера та членів міських рад. Дві секції з ліфтами забезпечують доступ до нижніх поверхів (цокольний поверх та крита стоянка для автомобілів).

## Доповнення та зміни
Ратуша зазнала змін протягом останніх чотирьох десятиліть:
- Виправний дитячий заклад Естер Гау відкрився у 1990 році та був названий на честь вчительки з Торонто. Вона допомогла перевиховати малолітніх злочинців у другій половині XIX століття.
- Архітектор Брюс Кувейбара вніс незначні модернізації під'єднавши ще дві башти та покращивши зал засідань міської ради у 1997—1998 рр.
- Оглядовий майданчик в східній вежі закрили. Натомість в День відкритих дверей на 27 поверсі була споруджена несуча конструкція міжповерхового покриття. Також була пропозиція від одного з членів ради про сезонне відкриття.
- Площу бібліотеки міської ради було зменшено.
- Взимку ковзанка доступна для всіх, проте в літній період заборонено плавати в басейні та заходити на площу фонтанів.
- Наприкінці 2009 року було додано зелений дах. У травні 2010 року, на День відкритих дверей, прийшло більш ніж 10 000 відвідувачів. Зелений дах є найбільш відвідуваним у місті.

За законом про спадщину Онтаріо в 1991 році міська рада була визнана як власність історичного та архітектурного значення. У 2005 році святкували 40-річчя з дня заснування ратуші.

## Події

Площа Нейтана Філліпса

Зовнішній двір на площі Нейтана Філліпса є головним місцем, де відбуваються різні фестивалі та заходи в Торонто. Кожного року тут проводять новорічні свята з феєрверками та музичними виставами. Щорічний фестиваль «Кавалькада вогню» прикрашає площу з кінця листопада до кінця грудня.
У День відкритих дверей безліч місць по всій ратуші доступні для громадськості. Також у 2009 році стали доступними зал засідань міської ради, офіс мера та 27-й поверх.

## У культурі
У комедії «Зоряний шлях»  1969 року ця будівля (або дуже схожа на неї) з'явилася як футуристична чужоземна споруда. Її можна помітити в серіалі «Зоряний шлях: Наступне покоління», серія «Інфекція» (2 сезон, 11 серія, 1988 рік) . Будівля слугувала порталом для інопланетян.
У фільмі «Викрадення президента» 1980 року, де в головних ролях знімалися Вільям Шетнер і Гел Голбрук, міська рада та площа Натана Філліпса була місцем тривалої сцени про заручництво.
У фільмі «Смокінг»  2002 року міська рада була «штаб-квартирою CSA». У фільмі «Оселя зла» 2004 року під час Апокаліпсису будівля слугувала мерією в місті Раккун-Сіті (дослівно «Місто Єнотів»). Її зруйнувала нейтронна бомба. У фільмі «Годинний» 2006 року на засіданні саміту Великої вісімки у мерії Торонто відбулася спроба вбивства.
У романі Майкла Редхілла «Втіха» 2007 року міська рада Торонто описується як ріжок для морозива з кулькою.
Штаб-квартира компанії «Девон» у популярному аніме «Покемон»  дуже схожа на ратушу в Торонто.
У фільмі «Ред» 2010 року було зображено міську раду Торонто та інші місцеві споруди.
Міську раду можна помітити в серіалі «Гаряча точка».
Міська рада Торонто задіяна в серіалі «Розповідь служниці».